# 浪漫偵探
《浪漫偵探》，是NHK綜合頻道於2023年1月21日至2月11日播出的週六連續劇，由濱田岳主演，《Come Come Everybody》的班底製作，講述江戶川亂步的後人立志成為偵探小說家的故事。

## 演員

### 主要角色
- 濱田岳[1] 飾演 平井太郎：江戶川亂步的後人，立志成為偵探小說家。
- 草刈正雄[1] 飾演 白井三郎：著名老偵探。

### D坂
- 泉澤祐希[1] 飾演 郷田初之助：太郎的朋友。
- 野田晉市[4] 飾演 須永：「二人書房」民宿老闆。
- 本上真奈美[1] 飾演 時子：「二人書房」民宿老闆娘。

### M縣
- 石橋靜河[1] 飾演 村山隆子：小學老師，太郎的筆友。

### G街
- 森本慎太郎[1] 飾演 梅澤潤二：帝都新聞記者。
- 大友康平[1] 飾演 狹間勇：帝都警局警部。
- 濱田學[4] 飾演 笠森：帝都警局刑警，狹間的下屬。

### A公園
- 世古口凌[1] 飾演 百：歌舞劇《華炎城的舞姫》女主角。
- 上白石萌音[5] 飾演《華炎城的舞姫》的一名演唱家
- 淺香航大、土方兄弟、山下桐里[1] 飾演 歌劇院的拉客者
- 岸部一德 飾演 傳兵衛：酒吧K的酒保。

### 「紅屋」秘密俱樂部
- 松本若菜[1] 飾演 蓬蘭美摩子／相馬久代：俱樂部女主人。
- 近藤芳正[1] 飾演 後工田壽太郎：俱樂部成員，副外務大臣。
- 尾上菊之助[1] 飾演 住良木平吉：俱樂部成員，於上海做生意的富商。
- 原田龍二[4] 飾演 廻戸庄兵衛：俱樂部成員，著名畫商。
- 尾崎麿基 飾演 前橋常座衛門：俱樂部成員，富豪。
- 谷口高史 飾演 越坂部莊二：俱樂部成員，富豪。

### 其他
- 柴田杏花 飾演 廻戸早苗：庄兵衛之妻
- 市川實日子[6] 飾演 出現在太郎和三郎面前的神秘人

## 集數
| 集數標題 | 放送日期 | 導演       |
| -------- | -------- | ---------- |
| episode1 | 1月21日  | 安達もじり |
| episode2 | 1月28日  | 安達もじり |
| episode3 | 2月4日   | 大嶋慧介   |
| episode4 | 2月11日  | 大嶋慧介   |

## 外部連結
- 官方网站
- 浪漫偵探的Instagram帳戶
- 互联网电影数据库（IMDb）上《浪漫偵探》的资料（英文）